# Liberato da Rieti
Liberato da Rieti detto anche Liberato di Benedetto (Rieti, circa 1404-1407 – prima del 1465) è stato un pittore italiano.

## Biografia
Non si conosce l'anno di nascita del pittore. La sua prima menzione è in un testamento da lui redatto il 3 maggio 1432 presso il notaio Pietro di ser Grimaldo, in cui dichiarava di essere figlio di tale Benedetto di Cola di Rainaldo e di Filippa.
Nel 1454 redasse un altro testamento, dove confermò di voler essere seppellito a Rieti nella chiesa di San Domenico, indicando come esecutrice del testamento la moglie Caterina, dalla quale aveva avuto due figli, Galiana e Ludovico.
Non si conosce neanche la data di morte, ma il 17 ottobre 1465 risultava essere già defunto.
A lui è intitolato un viale nel quartiere Regina Pacis di Rieti.

## Opere

### Opere perse
Alcuni atti del comune di Rieti documentano la realizzazione di opere oggi perdute:
- il 3 agosto 1434 è registrato il pagamento dal Comune di Rieti a Liberato di un acconto per un dipinto raffigurante San Giovanni Battista e per lo stemma del duca di Milano;
- il 14 ottobre 1449 fu pagato per aver eseguito gli stemmi di papa Niccolò V e del Comune di Rieti;
- il 1 gennaio 1453 stipulò un contratto con gli amministratori della Chiesa di San Nicola per una tavola che doveva essere posta dietro l'altare della chiesa;
- nel 1454 chiese al Comune di Rieti l'esenzione dalle imposte; la richiesta fu accolta in cambio di lavori di pittura per un importo di due ducati.

### Opere conservate

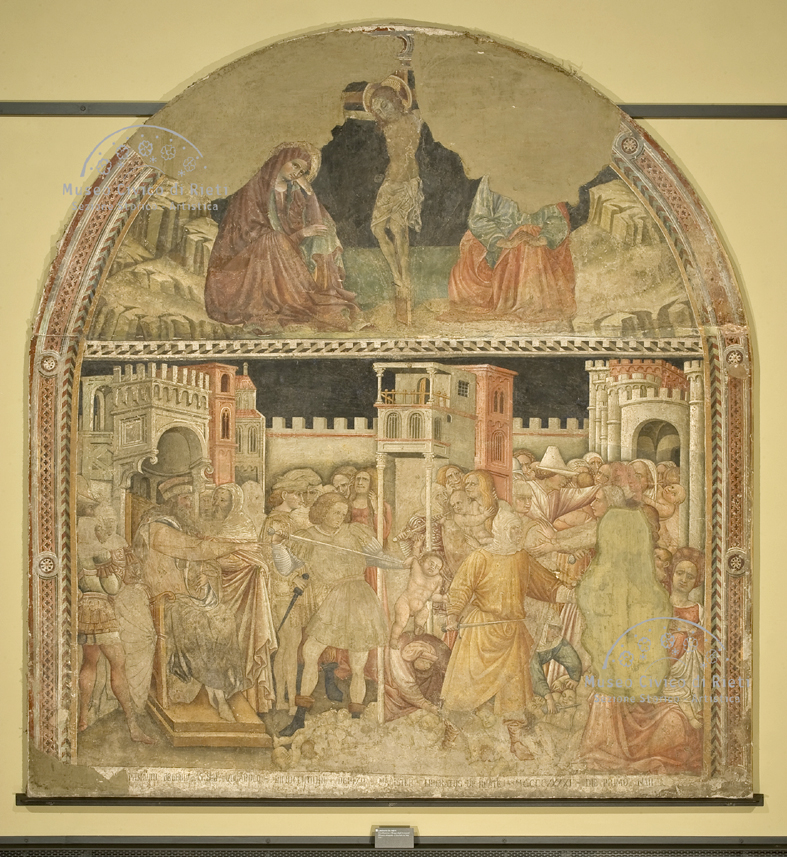
Crocifissione e Strage degli Innocenti (1441), Museo civico di Rieti

- Crocifissione e Strage degli Innocenti, affresco strappato e riportato su tela (1441); Rieti, Museo civico.[1]

L'affresco raffigura La strage degli innocenti, e nella lunetta superiore Cristo Crocifisso fra la Vergine Maria e l'apostolo Giovanni; le due scene sono inquadrate in una finta cornice marmorea e separate l'una dall'altra da una finta architrave che fa uso della prospettiva. L'affresco è firmato e datato 1º maggio 1441 (queste iscrizioni sono visibili nella fascia inferiore).
L'affresco si trovava sulla parete di fondo della cappella della famiglia Grimaldi nella chiesa di San Domenico a Rieti. Fu riscoperto casualmente nel 1924, dietro una parete che chiudeva la cappella, murata forse nel tardo Cinquecento. A causa dello stato di degrado in cui versava la chiesa, nel 1966 l'affresco venne strappato dalla parete e riportato su tela; da allora è conservato al Museo civico di Rieti.
- Crocifissione, affresco distaccato e riportato su tela (circa 1430-32); Rieti, basilica di Sant'Agostino

Il grande affresco rappresenta la Crocifissione e, sulla sinistra, Giuseppe d'Arimatea che chiede a Pilato la salma di Gesù. Si trovava nell'aula capitolare del convento di Sant'Agostino a Rieti; nel 1973 fu distaccato dalla parete e trasferito all'interno dell'adiacente basilica di Sant'Agostino. L'attribuzione a Liberato è messa in dubbio dai tratti fortemente trecenteschi dell'opera, ma l'affinità dei colori e della composizione con l'opera autografa fanno propendere per considerarla una sua opera giovanile.
- Storie di un santo e di una santa (circa 1441); Rieti, cappella Alemani della chiesa di San Domenico

Questi affreschi vengono tradizionalmente attribuiti a Liberato e datati attorno al 1441 per le analogie con gli affreschi già svolti nella cappella Grimaldi di questa stessa chiesa (e per il legame del pittore con la comunità di San Domenico, come si desume dal secondo testamento). Tuttavia il cattivo stato di conservazione impedisce un'analisi più dettagliata.
- Strage degli Innocenti; Visitazione; Giacomo minore; Francesco d'Assisi, affreschi (forse 1454-1465). Castelfranco di Sopra (Arezzo), monastero di San Salvatore a Soffena, nella lunetta e nella parete di testata del transetto destro.

L'attribuzione a Liberato di questi dipinti fu avanzata da Luciano Berti, principalmente sulla base di un'iscrizione frammentaria dove compare la parola «Re[-]te», interpretata come elemento superstite della firma del pittore: "Magister Liberatus pictor de Reate". L'attribuzione è stata accolta da Cesare Verani (che propone una datazione attorno agli anni 1454-65, quando l'artista non è menzionato in alcun documento del Comune reatino) e dal Pellizzari (che vi legge l'influenza del rinascimento fiorentino e del Masaccio), mentre è stata rifiutata da Pier Paolo Donati, per via di una rappresentazione dei volumi e di un uso della prospettiva molto più avanzato di quello emerso dai lavori precedenti di Liberato, ancorati ai modelli del primo Trecento.